# Малая Итомля
Малая Итомля (Козловка) — река в Тверской области России.
Протекает в юго-западном направлении по территории Ржевского района. Исток — южнее деревни Дмитрово, впадает в Волгу в 3347 км от её устья по левому берегу. Длина реки составляет 13 км.
Вдоль течения реки расположены населённые пункты сельских поселений Итомля и Шолохово — деревни Мохначи, Глиньково, Конново, Ратово, Новосадовая, Абросимиха, Бураково и Рогово.

## Данные водного реестра
По данным государственного водного реестра России относится к Верхневолжскому бассейновому округу, водохозяйственный участок реки — Волга от Верхневолжского бейшлота до города Зубцов, без реки Вазуза от истока до Зубцовского гидроузла, речной подбассейн реки — бассейны притоков (Верхней) Волги до Рыбинского водохранилища. Речной бассейн реки — (Верхняя) Волга до Куйбышевского водохранилища (без бассейна Оки).
Код объекта в государственном водном реестре — 08010100412110000000564.